# Грау, Оливер
Оливер Грау (нем. Oliver Grau; 24 октября 1965 года) — немецкий искусствовед и теоретик в области мультимедийного искусства, специализирующийся в области изобразительного искусства, современности, культуры 19 столетия и итальянском искусстве эпохи Возрождения. Профессор изобразительного искусства, глава Отделения изобразительного искусства в Дунайском Университете (Кремс, Австрия).
Грау разработал новые научные решения для гуманитарных наук/цифровых гуманитарных наук, он управлял проектом «Искусство погружения» немецкого Фонда Исследований (DFG), команда которого в 1998 году начала развивать первый международный архив цифрового искусства, написанный на основе открытой платформы в университете Дуная и с тех пор была дополнена множеством проектов. С 2000 года DVA стал первым онлайн архивом с доступом к документационному видеопротоколу. С 2005 года Грау становится менеджером базы данных Коллекции гравюр монастыря Гейтвайг, самой большой частной австрийской коллекции, содержащей в себе 30 тысяч работ от Дюрера до Климта.
Грау развивал новые международные учебные планы для мультимедийных наук: Магистерский курс «Истории Медийного Искусства», экспертные программы по Управлению Цифровыми Коллекциями, Выставочный Дизайн, Визуальная Компетенция, и мастер-класс по изобразительному искусству. Кроме того, возник новый интерактивный формат лекций и дебатов — Дунай-Телелекции, — который распространился по всему миру.
После исследований в Гамбурге, Сиене и Берлине и докторской диссертации, Грау читал лекции в берлинском Университете Хумбольдта, был гостем в различных исследовательских лабораториях Японии и США, а после докторской защиты в 2003 году работал профессором в различных международных университетах. Грау был советников во многих профессиональных международных журналах и ассоциациях. Грау руководит конференциями и является основателем «ReFresh!»: Первой международной конференции по истории медийного искусства, науки и техники (Банф, Канада 2005).

## Работы и публикации
Международные лекционные туры, многочисленные награды и международные публикации (на данный момент на двенадцати языках). Основное исследование в истории медиального искусства, погружения и эмоции, а также история, идея и культура дистанционного общения и виртуальной (искусственной) жизни.
Книга Грау «Фактическое Искусство» впервые предлагает историческое сравнение теории погружения, так же как и систематический анализ трилогии художника, работы и зрителя в условиях цифрового искусства. Исследование посвящено новой модели эволюционной истории мультимедийных иллюзий, которая заканчивается с одной стороны относительной зависимостью от новых чувственных потенциалов предложения, а с другой стороны — переменной силой отчуждения зрителя (компетентность мультимедиа).
- Виртуальное Искусство: от Иллюзии до Погружения (MIT-Пресс 2003)
- Опосредование (Медиация) Эмоций (Fischer 2005)
- Истории Медийного Искусства (MIT-Пресс 2007).

## Награды
В 2001 году избран в Юношескую Академию Берлинско-Бранденбургской академии наук и Леопольдины, в 2002 году — награда от Института Гёте Интернэйшнс, в 2003 году — книга месяца в «Сайентифик Америкэн», в 2003 году — научная резиденция германско-итальянского центра вилла Вигони, в 2004 году — награда в области СМИ от Университета Хумбольда.

## Тексты (Монографии)
- Die Sehnsucht, im Bild zu sein. Zur Kunstgeschichte der virtuellen Realität. Dissertation. Humboldt-Universität, Berlin 1999.
- Virtual Art: From Illusion to Immersion (MIT Press/Leonardo Book Series, 2003)(China 2006, Serbia 2008, Brazil 2009). Review by Alison Abbott in Nature 427, page 17 (2004): Art that draws you in Reviews: Art Monthly, Michael Gibbs, Virtual Art, Mar. 2003; European Photography, Guy van Belle: Oliver Grau: Virtual Art, Issue 73/74, Vol. 24, 2003, pp. 104–105.; Italy: Anna Maria Monteverdi:  Esperienze artificiali multisensoriali, Recensione a Oliver Grau, Virtual Art. From illusion to immersion, in: Teatro e Nuovi Media, No. 52, 2003; Frankreich: Cahiers du MNAM, Éditions du Centre Georges Pompidou, Jean Da Silva: Notes de lecture, Stephen Wilson: 'Information Arts'/Oliver Grau: 'Virtual Art', No. 87, Spring 2004, UK: Pugh, E., in Digital Creativity, 2004, Vol 15, no 2; p. 126-128, Bryan-Wilson, J. in: Technology and Culture, 2004, Vol 45, no. 3, p. 670-671; Taiwan: Art & Collection, Taipei, The Aura of the Digital, Interview, May 2004, pp. 106–111; Schweden: Svenska Dagbladet, Karl Steinik: Panoramat i den virtuella konsten, June 23, 2004, Argentinien: Florencia Rodriguez: Todo Lo Sólido Se Desvanece En La Illusion. Oliver Grau En Buenos Aires, in: summa+ 75, 2005, pp. 146–7; Spanien: Lucia Santaella: Virtual Art, Rezension, in: DeSignis 7 (Barcelona) 2006 (Chinesisch 2006, Serbisch 2008, Portugiesisch 2009).
- Bildwerdung. Habilitationsschrift. Kunstuniversität, Linz 2004.
- Эмоции и иммерсия: ключевые элементы визуальных исследований / Пер. с нем. А. М. Гайсина, EDIOS Publishing House, St. Petersburg 2013.
- On the Visual Power of Digital Arts. For a New Archive and Museum Infrastructure in the 21st Century, Editiones de la Universitad de Castilia-La-Mancha, 2016.

## Тексты (Издания на выбор)
- Retracing Political Dimensions: Strategies in Contemporary New Media Art, Berlin/Boston: De Gruyter 2021. ISBN 978-3-11-067094-3 PDF-ISBN 978-3-11-067098-1. [Review by Brian Reffin Smith: Retracing Political Dimensions: Strategies in Contemporary New Media Art, in Leonardo Reviews 2/2021, https://www.leonardo.info/review/2021/02/retracing-political-dimensions-strategies-in-contemporary-new-media-art]
- Digital Art through the Looking Glass: New strategies for archiving, collecting and preserving in Digital Humanities, Krems/Wien/Hamburg: Danube University Press 2019. ISBN 9783903150515 [Rezension von Bruce Sterling, in WIRED https://www.wired.com/beyond-the-beyond/2019/08/digital-art-looking-glass-new-strategies-archiving-collecting-preserving-digital-humanities/]
- Museum and Archive on the Move: Changing cultural Institutions in the digital Era. Munich: DeGruyter 2017. With Contributions by Lev Manovich, Okwui Envezor, Christiane Paul, Dieter Bogner, Jeffrey Shaw, Кендердайн, Сара[англ.] et al. [Review by Gabriela Galati, Leonardo. The International Society for the Arts, Sciences and Technology, December 2018, https://www.leonardo.info/review/2018/12/review-of-museum-and-archive-on-the-move-changing-cultural-institutions-in-the] [Review by Danielle O'Donovan and Tom Lonergan, Museum International [ICOM’s peer-reviewed journal], Vol. 70, No. 277–278, 2018, p. 176–177 https://www.academia.edu/38549426/Review_of_Museum_and_Archive_on_the_Move_pdf] DOI: https://doi.org/10.1515/9783110529630
- Imagery in the 21st Century. Cambridge, MA: MIT-Press 2011. ISBN 9780262015721. With contributions by James Elkins, Eduardo Kac, Peter Weibel, Lev Manovich, Olaf Breitbach, Martin Kemp, Sean Cubitt, Christa Sommerer, Marie Luise Angerer, Wendy Chun u. a. [Reviews: from Art History: Pamela C. Scorzin: Review: Oliver Grau (Hg.) Imagery in the 21st Century, in: Journal für Kunstgeschichte 15, 2011, Heft 4, S. 278-281; media studies: Mattias Kuzina in: Medienwissenschaft 2/2012, S. 178 https://www.academia.edu/30974510/Imagery_in_the_21st_Century_Bookreview_; It`s Liquid https://www.itsliquid.com/imagery-in-the-21st-century.html; 163.	Harald Klinke: Rezension von Imagery in the 21st century, VI, 410, (16) S. III 2013, in: Kunstform, 14. 2013, 6; Brasil: Cleomar Rocha u. Vanderlei Veget Lopes Junior, Imagens no seculo XXI: panorama, perspectivas e prospeccoes, in VISUALIDADES, Goiania v.9 n2 p. 213-217, jul-dez. 2011; Serbia: Jelena Guga: Silkovnost u 21.veku, in: NOVA MISAO – casopis za savremenu Vojvodine, br. 17 April/Mai 2012]
- MediaArtHistories, Cambridge: MIT Press 2007. * MediaArtHistories (MIT Press/Leonardo Book Series, 2007). ISBN 978-0262514989 (Translations in Brazil, Macedonie etc). [Reviews: germany: Christoph Klütsch: MediaArtHistories, in: kunsttexte.de, 1.07.2007; USA: Robert Atkins: Channeling New Media, in: Art in America, Dezember 2008, p. 47 – 50 https://www.academia.edu/44723806/Grau_Media_Art_Histories_Art_In_America_12_08; Serbien: Matko Mestreovic: Kako razumjeti medijsku umjetnost, in: Zarez IX/208, 14. lipnja 2007, p. 8f.; Australia: Daniel Palmer: Walter Benjamin and the Virtual: Politics, Art, and Mediation in the Age of Global Culture, in: TRANSFORMATIONS, Issue No. 15, November 2007; Poland: Mariusz Pisarski: Historie sztuki mediów, in: TECHSTY, Literatura i Nouva Media, 7.7.2007; Brasil: Sergio Kulpas: histórias da artemídia, in: Encyclopédia Itaú Cultural: arte e tecnologia, August 2007; Großbritannien: Charlie Gere: MediaArtHistories, in: The Art Book, Volume 15, Issue 1, S. 51–52; Austria: Eric Kluitenberg: MediaArtHistories, in: Springerin: Hefte für Gegenwartskunst, Vol. XIII, No. 3, 2007, p. 74.
- Mediale Emotionen. Zur Lenkung von Gefühlen durch Bild und Sound, (mit Andreas Keil): Frankfurt/Main: Fischer 2005. ISBN 9783596169177; [Review a.o. Manuela Lenzen, Frankfurter Allgemeine Zeitung: Wie Bild und Klang uns bewegen, 21.11.2005, p. 38. https://www.faz.net/aktuell/feuilleton/buecher/rezensionen/sachbuch/wie-bild-und-klang-uns-bewegen-1282776.html]

## опубликованные базы данных
- Archive of Digital Art www.digitalartarchive.at, (ADA), formerly Database of Virtual Art since 2000, approx. 5,000 artists were evaluated, gatekeeping criteria is at least 5 exhibitions and/or 5 scientific articles. More than 3500 works were reviewed. The research-oriented, complex overview of immersive, interactive, telematic and genetic art has been developed in cooperation with renowned media artists, researchers, and institutions. As one of the richest resources online, with an implemented scientific Thesaurus the database responds to demands of the field. Since 2014 ADA has regularly published the complete oeuvre of media artists: Bill SEAMAN (2021), Uršula Berlot (2020), Banz & Bowinkel (2020), Andres Burbano (2019), Maurice Benayoun, Oeuvre Complète (2019), Marta de Menezes, Retrospective, Oeuvre Complète (2017), Chris Salter. Retrospective, (2017), Jody Zellen (2016), Simon Biggs (2016), Olga Kisseleva Retrospective (2016), Tamiko Thiel (2015), Lev Manovich. Works & Texts (2015), Giselle Beigelman. Retrospective (2015), Jeffrey Shaw. Oeuvre Complète (2015), Tamas Waliczky, Retrospective (2015), Warren Neidich. Retrospective (2015), Sean Cubitt, scholar feature (2015), Ryzsard Kluszcynski, scholar feature (2015), Denisa Kera, scholar feature (2015),   Seiko Mikami Oeuvre Complète (2015), Paolo Cirio Retrospective (2015), Scenoscome Retrospective (2014).
- Media Art Histories www.MediaArtHistories.org, since 2005. MediaArtHistoryArchive is a text repository evolving into a documentation platform of the conferences on the Histories of Media Art, Science, and Technology. It will develop further into a scholarly archive of the multi-facetted field of MediaArtHistories, which ranges from Art History to Media, Film, Cultural Studies, Computer Science, Psychology, etc.
- The Print Collection of Göttweig Monastery www.gssg.at, since 2007, containing 32.000 original prints from Renaissance to Baroque up to the present, from Durer to Klimt, allows in-depth research into its large resources. This resource serves as an open archive contextualizing historic artistic media art in art and image history. The digitization serves the dissemination of the collection in high resolution form (up to 72 million pixels) and is based on cooperation with Prof. Dr. Gregor Martin Lechner, custodian of the collection.
- Danube Telelectures – www.donau-uni.ac.at/telelectures 2006-08 Live-streamed lecture series held at the Modern Art Museum in Vienna with a live and international online interactive audience. The mix of two live cameras innovatively echoed the studio character, seeking a virtual intimacy with the lecturers and their audience. The lecture series is archived online and stands as a foreshadowing of media like YouTube and UStream.